# Jereem Richards
Jereem Richards (Point Fortin, 13 gennaio 1994) è un velocista trinidadiano, campione mondiale indoor dei 400 metri piani a Belgrado 2022.

## Biografia
Ai campionati mondiali di Londra 2017 ha vinto la medaglia di bronzo nei 200 metri piani con il tempo di 20"11, succedendo di appena un millesimo al sudafricano Wayde van Niekerk (20"106 a 20"107) e di due centesimi al turco Ramil Guliyev (20"09). Nella stessa rassegna mondiale ha conquistato con la squadra trinidadiana la medaglia d'oro nella staffetta 4×400 metri, precedendo il quartetto statunitense e stabilendo il nuovo record nazionale con il tempo di 2'58"12.

## Palmarès
| Anno | Manifestazione          | Sede         | Evento      | Risultato  | Prestazione | Note                                                       |
| ---- | ----------------------- | ------------ | ----------- | ---------- | ----------- | ---------------------------------------------------------- |
| 2012 | Mondiali indoor         | Istanbul     | 4 × 400 m   | Bronzo     | 3'06"85     | Record nazionale                                           |
| 2012 | Mondiali U20            | Barcellona   | 200 m piani | Semifinale | 21"14       |                                                            |
| 2012 | Mondiali U20            | Barcellona   | 4 × 400 m   | Bronzo     | 3'06"32     |                                                            |
| 2013 | Campionati CAC          | Morelia      | 4 × 100 m   | Bronzo     | 39"26       |                                                            |
| 2014 | Giochi del Commonwealth | Glasgow      | 200 m piani | Batteria   | 21"13       |                                                            |
| 2017 | World Relays            | Nassau       | 4 × 400 m   | 4º         | 3'03"17     |                                                            |
| 2017 | Mondiali                | Londra       | 200 m piani | Bronzo     | 20"11       |                                                            |
| 2017 | Mondiali                | Londra       | 4 × 400 m   | Oro        | 2'58"12     | Record nazionale · Miglior prestazione mondiale stagionale |
| 2018 | Mondiali indoor         | Birmingham   | 4 × 400 m   | 4º         | 3'02"52     | Record nazionale                                           |
| 2018 | Giochi del Commonwealth | Gold Coast   | 200 m piani | Oro        | 20"12       |                                                            |
| 2018 | Giochi del Commonwealth | Gold Coast   | 4 × 400 m   | 4º         | 3'02"85     |                                                            |
| 2019 | World Relays            | Yokohama     | 4 × 400 m   | Oro        | 3'00"81     | Miglior prestazione mondiale stagionale                    |
| 2019 | Giochi panamericani     | Lima         | 200 m piani | Argento    | 20"38       |                                                            |
| 2019 | Giochi panamericani     | Lima         | 4 × 400 m   | Bronzo     | 3'02"25     |                                                            |
| 2019 | Mondiali                | Doha         | 200 m piani | Semifinale | 20"28       |                                                            |
| 2019 | Mondiali                | Doha         | 4 × 400 m   | 5º         | 3'00"74     |                                                            |
| 2021 | Giochi olimpici         | Tokyo        | 200 m piani | 8º         | 20"39       |                                                            |
| 2021 | Giochi olimpici         | Tokyo        | 4 × 400 m   | 8º         | 3'00"85     |                                                            |
| 2022 | Mondiali indoor         | Belgrado     | 400 m piani | Oro        | 45"00       | Record dei campionati · Record nazionale                   |
| 2022 | Mondiali                | Eugene       | 200 m piani | 6º         | 20"08       |                                                            |
| 2022 | Mondiali                | Eugene       | 4 × 400 m   | 5º         | 3'00"03     | Miglior prestazione personale stagionale                   |
| 2022 | Giochi del Commonwealth | Birmingham   | 200 m piani | Oro        | 19"80       | Record dei Giochi · Miglior prestazione personale          |
| 2022 | Giochi del Commonwealth | Birmingham   | 4 × 400 m   | Oro        | 3'01"29     |                                                            |
| 2023 | Giochi CAC              | San Salvador | 400 m piani | Oro        | 44"54       |                                                            |
| 2023 | Giochi CAC              | San Salvador | 4 × 400 m   | Oro        | 3'01"99     |                                                            |
| 2023 | Mondiali                | Budapest     | 400 m piani | Semifinale | 44"76       |                                                            |
| 2023 | Mondiali                | Budapest     | 4 × 400 m   | Batteria   | 3'01"54     |                                                            |
| 2024 | World Relays            | Nassau       | 4 × 400 m   | Batteria   | 3'04"15     |                                                            |
| 2024 | Giochi olimpici         | Parigi       | 400 m piani | 4º         | 43"78       | Record nazionale                                           |
| 2024 | Giochi olimpici         | Parigi       | 4x400 m     | Batteria   | 3'06"73     |                                                            |